# Letterkenny
Letterkenny (iriska: Leitir Ceanainn) är den största staden i Donegal i Republiken Irland, belägen 56 kilometer norr om Donegal och 32 kilometer väster om Londonderry i Nordirland. Namnet är en anglifiering av det iriska namnet, vilket översätts till Familjen O'Cannons sluttning.
Den nuvarande folkmängden i Letterkenny är omkring 15 000, med omgivande landsbygd 25 000 - 30 000. Trots att det är den största staden i grevskapet är det Lifford som är administrativ huvudort.